# Bâtiment de la faculté technique de Belgrade
Le bâtiment de la faculté technique de Belgrade (en serbe cyrillique : Зграда Техничког факултета ; en serbe latin : Zgrada Tehničkog fakulteta) est situé à Belgrade, la capitale de la Serbie, dans la partie urbaine de la municipalité de Palilula. Construit entre 1925 et 1931, il est inscrit sur la liste des biens culturels de la ville de Belgrade.

## Présentation
Le bâtiment de la faculté technique est situé 73 Bulevar kralja Aleksandra (« Boulevard du roi Alexandre »), à proximité de la bibliothèque universitaire Svetozar Marković. Il a été construit entre 1925 et 1931 selon les plans des architectes Nikola Nestorović et Branko Tanazević. Après la Seconde Guerre mondiale, il a été surélevé d'un étage selon des plans de Mihailo Radovanović.
L'édifice constitue une structure isolée, ordonnancée autour de quatre cours intérieures et constituant un ensemble dispersé. Il est caractéristique du style académique monumental, fortement influencé par le classicisme et richement ornementé. Une attention particulière a été apportée à la façade principale, dotée d'un fronton triangulaire et de trois entrées donnant accès à plusieurs escaliers monumentaux. Les sculptures de la façade sont l'œuvre des sculpteurs Ilija Kolarević et Ivan Lučev, tandis que la décoration, constituée de pierre artificielle, est due à Bedřich Zelený.
L'importance du bâtiment tient au fait qu'il constitue un exemple de l'académisme architectural à Belgrade dans la première moitié du XXe siècle ainsi qu'au fait qu'il est le premier édifice construit spécialement pour abriter une école d'ingénieurs.
Le bâtiment conserve sa vocation technique originelle puisqu'il abrite encore aujourd'hui trois facultés de l'université de Belgrade : la faculté d'architecture, la faculté de génie civil et la faculté de génie électrique,,.